# Ormiscocerus nitidipennis
Ormiscocerus nitidipennis là một loài côn trùng trong họ Berothidae thuộc bộ Neuroptera. Loài này được Blanchard in Gay miêu tả năm 1851.